# Дженн Сур
Дженніфер Сур (при народженні Стучинські, англ. Jenn Stuczynski-Suhr, 5 лютого 1982) — американська легкоатлетка, олімпійська чемпіонка.

## Виступи на Олімпіадах
| Олімпіада   | Дисципліна         | Місце |
| ----------- | ------------------ | ----- |
| Пекін 2008  | стрибки з жердиною | 2     |
| Лондон 2012 | стрибки з жердиною | 1     |
| Ріо 2016    | стрибки з жердиною | 7     |